# Crítica

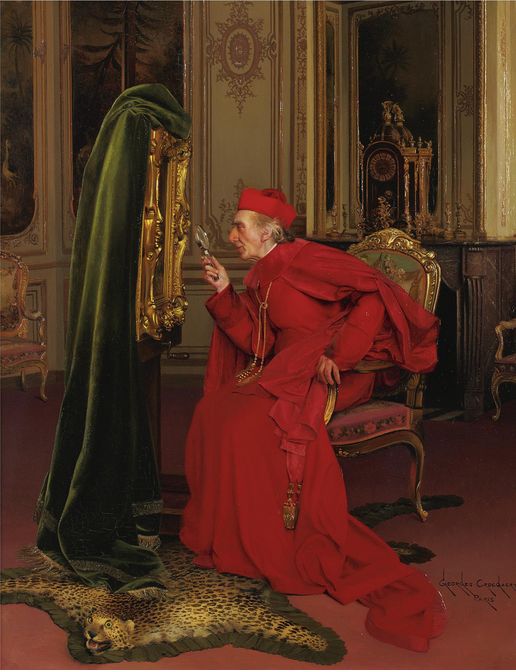
"O crítico de arte", pintura de Georges Croegaert (1848-1923).

Crítica (do grego κριτικός, kritikós, "apto a julgar") é uma opinião ou juízo de valor. Quando acrescido do sufixo "ismo", tem um significado mais amplo. Na filosofia, é um ramo do racionalismo, e faz referência a um conceito formulado por Immanuel Kant. Atualmente, o termo se aplica principalmente a ramos como artes plásticas, cinema, jornalismo, etc..
A crítica de arte é a discussão ou avaliação da arte. Os críticos de arte geralmente criticam arte no contexto da estética ou da teoria da beleza. Um dos objetivos da crítica de arte é construir uma base racional para a apreciação da arte, mas é questionável se tal crítica pode transcender circunstâncias sociopolíticas dominantes.
A variedade de movimentos artísticos resultou em uma divisão da crítica de arte em diferentes disciplinas que podem usar diferentes critérios em seus julgamentos. A divisão mais comum no campo da crítica é entre crítica e avaliação histórica, que é uma forma de história da arte, e a crítica contemporânea do trabalho de artistas vivos.
Apesar da percepção de que a crítica de arte é uma atividade de muito menor risco do que fazer arte, opiniões sobre a arte corrente são sempre sujeitas a drásticas correções com a passagem do tempo. Críticos do passado são, frequentemente, ridicularizados por favorecer artistas agora ridicularizados (como os pintores acadêmicos do fim do século XIX), ou por rejeitar artistas agora venerados (como o trabalho inicial dos impressionistas. Alguns movimentos artísticos chegam a ser nomeados depreciativamente pelos críticos, com o nome sendo adotado posteriormente pelos artistas do estilo como uma espécie de emblema de honra do movimento (por exemploː impressionismo, cubismo), com o sentido original negativo sendo esquecido.
Os artistas, frequentemente, têm uma relação difícil com seus críticos. Usualmente, os artistas precisam de opiniões positivas dos críticos para que seus trabalhos sejam vistos e comprados; infelizmente para os artistas, às vezes somente as futuras gerações são capazes de entender suas obras.
Existem muitas variáveis que determinam o julgamento artístico de alguém, como estética, conhecimento ou percepção.

## Metodologia
A crítica de arte inclui um aspecto descritivo, onde a obra de arte é traduzida em palavras. A avaliação da obra de arte que se segue à descrição (ou é intercalada com ela) depende tanto do trabalho do artista quanto da experiência do crítico. Uma atividade com tal alta dose de subjetividade possibilita que existam diversas maneiras de exercê-la. Como extremos em um possível espectro, enquanto alguns simplesmente registram suas impressões imediatas sobre a obra, outros preferem uma abordagem mais sistemática, baseada em conhecimento técnico, teoria estética e conhecimento do contexto sociocultural no qual o artista está inserido, para descobrir suas intenções.

## História
Os críticos de arte, provavelmente, surgiram junto com a arte, como evidenciado nas obras de Platão, Vitrúvio ou Agostinho de Hipona, que contêm formas iniciais de crítica de arte. Ricos mecenas empregaram, pelo menos desde o início da renascença, avaliadores intermediários de arte para ajudá-los na aquisição de obras.

### Origens
A crítica de arte, como um gênero literário, adquiriu sua forma moderna no século XVIII. O primeiro uso da expressão "crítica de arte" foi obra do pintor inglês Jonathan Richardson, na sua publicação de 1719 "Um ensaio sobre toda a arte da crítica". Na sua obra, ele tentou criar um sistema objetivo para ranquear as obras de arte. Sete categorias, incluindo desenho, composição, invenção e coloração, receberam notas de zero a dezoito, que se combinavam para formar uma nota final. A expressão que ele introduziu rapidamente se popularizou, especialmente conforme a classe média inglesa começava a ser mais consciente em suas aquisições de obras de arte, como símbolos de ostentação do seu status social.
Na França e Inglaterra de meados do século XVIII, o interesse público por arte começou a se disseminar, e arte era regularmente exibida nos salões de Paris e nas exibições de verão de Londres. Os primeiros escritores que adquiriram reputação como críticos de arte na França do século XVIII foramː Jean-Baptiste Dubos, com seu "Reflexões críticas sobre a poesia e sobre a pintura" (1718), que angariou a aclamação de Voltaire pela sagacidade de sua abordagem à teoria estética; e Étienne La Font de Saint-Yenne, com seu "Reflexões sobre algumas causas do estado presente da pintura na França", que falava sobre o salão de 1746, comentando sobre a estrutura socioeconômica da produção do então popular estilo barroco, o que levou à percepção de sentimentos antimonarquistas no texto.
O escritor francês do século XVIII Denis Diderot desenvolveu muito a crítica de arte. Seu texto "O salão de 1765" foi uma das primeiras tentativas de capturar a arte em palavras. De acordo com o historiador de arte Thomas E. Crow, "quando Diderot assumiu a crítica de arte, estava iniciando a primeira geração de escritores profissionais que viviam de oferecer descrições e julgamentos de pintura e escultura contemporânea. A demanda por tais comentários era produto da igualmente nova instituição de exibições públicas, gratuitas e regulares de arte contemporânea".
Enquanto isso, na Inglaterra, uma exibição da Real Sociedade de Artes em 1762 e, posteriormente, em 1766, provocou uma enxurrada de panfletos críticos anônimos. Jornais do período, como o "Crônica de Londres", começaram a publicar colunas de crítica de arteː uma forma que deslanchou a partir da criação da Academia Real Inglesa em 1768. Na década de 1770, o "Crônica da manhã" se tornou o primeiro jornal a comentar, sistematicamente, a arte exposta nas exibições.

### Século XIX
Do século XIX em diante, a crítica de arte se tornou uma profissão mais comum, desenvolvendo, às vezes, métodos formais baseados em teorias estéticas particulares. Na França, na década de 1820, surgiu uma divisão entre os proponentes das tradicionais formas neoclássicas de arte e a nova moda romântica. Os neoclássicos, liderados por Étienne-Jean Delécluze, defendiam o ideal clássico e preferiam formas finamente acabadas na pintura. Os românticos, como Stendhal, criticavam os velhos estilos por estes seguirem excessivamente fórmulas e serem isentos de qualquer emoção. Ao contrário, defendiam as novas nuanças emocionais, idealísticas e expressivas da arte romântica. Um debate similar, porém menos ruidoso, também ocorreu na Inglaterra.
Um dos proeminentes críticos na Inglaterra da época foi William Hazlitt, um pintor e ensaísta. Ele escreveu sobre seu profundo prazer na arte e sua crença de que as artes poderiam ser usadas para estimular a generosidade de espírito da humanidade. Ele fez parte de uma maré crescente de críticos ingleses que começava a ficar descontente com a direção crescentemente abstrata das paisagens de William Turner.
Um dos grandes críticos do século XIX foi John Ruskin. Em 1843, ele publicou "Pintores modernos", no qual ele defendeu, vigorosamente, o trabalho de William Turner dos ataques de seus críticos, os quais acusavam Turner de ser infiel à realidade. Através de diligente análise e atenção ao detalhe, Ruskin conseguiu demonstrar o contrário, no que o historiador Ernst Gombrich chamou de "o mais ambicioso trabalho de crítica científica de arte já tentado". Ruskin se tornou famoso por sua prosa rica e fluente. Posteriormente, ele diversificou sua atuação, publicando trabalhos sobre arquitetura e arte renascentista, incluindo "As pedras de Veneza".
Outra figura dominante na crítica de arte do século XIX foi o poeta francês Charles Baudelaire. Seu primeiro trabalho publicado foi a crítica "Salão de 1845", que atraiu imediata atenção por sua ousadia. Muitas de suas opiniões críticas era novidade na época, como por exemplo sua defesa de Eugène Delacroix. Quando a famosa pintura Olympia (1865), de Édouard Manet, um retrato de uma cortesã nua, gerou escândalo por seu flagrante realismo, Baudelaire apoiou, secretamente, seu amigo. Ele dizia que a crítica deve ser parcial, apaixonada, política - ou seja, baseada num ponto de vista único, mas também baseada num ponto de vista que abre as portas para o maior número possível de horizontes". Ele tentou retirar o debate das velhas posições binárias das décadas anteriores, dizendo que "o verdadeiro pintor será aquele que conseguir extrair, da vida contemporânea, seu aspecto épico, nos fazendo ver e entender, em cores ou através de desenho, quão grandes e poéticos nós somos, com nossas gravatas e botas polidas".
Em 1877, John Ruskin ridicularizou a pintura "Noturno em preto e douradoː o foguete cadente", depois que seu autor, James McNeill Whistler, a exibiu na galeria Grosvenorː "eu já havia visto, e ouvido, muita insolência cockney; mas nunca esperei ouvir um tolo pedir duzentos guinéus para arremessar um pote de tinta no rosto das pessoas". A crítica levou Whistler a processar Ruskin por difamação. O processo judicial subsequente revelou ser uma vitória pírrica para Whistler.

### Virada para o século XX
Por volta do final do século XIX, um movimento em direção à abstração, em oposição a algum conteúdo específico, começou a ganhar terreno na Inglaterra, sob a liderança do dramaturgo Oscar Wilde. No início do século XX, essas atitudes começaram a se unir numa filosofia coerente, através dos trabalhos dos membros do Grupo de Bloomsbury Roger Fry e Clive Bell. Sendo um historiador de arte na década de 1890, Fry ficou intrigado com a nova arte modernista e sua fuga da representação tradicional. A exibição de 1910 do que ele chamou de "arte pós-impressionista" atraiu muitas críticas por sua iconoclastia. Ele defendeu a si próprio vigorosamente em uma palestra, argumentando que a arte estava tentando descobrir a linguagem da pura emoção, mais do que a severa e, na sua opinião, desonesta captura científica do cenário. O argumento de Fry provou ser muito influente na época, especialmente entre a elite progressista. Virginia Woolf observouː "por volta de dezembro de 1910 [quando Fry deu sua palestra], o caráter humano mudou".
Independentemente, e ao mesmo tempo, Clive Bell argumentou, em seu livro "Arte" (1914), que toda obra de arte tinha sua própria "forma significante", e que o assunto convencional era irrelevante. Esse livro criou as bases para a abordagem formalista da arte. Em 1920, Fry argumentou que "para mim, tanto faz se eu represento Cristo ou uma panela, pois é a forma, e não o objeto em si, que me interessa". Além de ser um proponente do formalismo, ele argumentou que o valor da arte reside na habilidade de produzir uma distinta experiência estética no observador, uma experiência que ele chamou de "emoção estética". Ele a definiu como uma experiência que é provocada por uma forma significante. Ele também sugeriu que a razão pela qual nós experimentamos emoção estética em resposta à forma significante de uma obra de arte é que nós percebemos essa forma como uma expressão da experiência que o artista teve. A experiência do artista, por sua vez, ele sugeriu, é a experiência de ver objetos ordinários no mundo como forma puraː a experiência de ver objetos não como um meio, mas como um fim em si mesmo.
Herbert Read foi um campeão dos artistas britânicos modernos, como Paul Nash, Ben Nicholson, Henry Moore e Barbara Hepworth. Ele ficou associado ao grupo de arte contemporânea de Nash "Unidade Um". Ele focou no modernismo de Pablo Picasso e Georges Braque, e publicou, em 1929, um influente ensaio sobre o significado da arte na revista "O Ouvinte". Ele também editou a revista criadora de tendências Burlington (1933–38), e ajudou a organizar a Exposição Surrealista Internacional de Londres, em 1936.

### A partir de 1945
Como no caso de Baudelaire no século XIX, o fenômeno do poeta-crítico ressurgiu no século XX, quando o poeta francês Guillaume Apollinaire se tornou o campeão do cubismo. Posteriormente, o escritor francês e herói da resistência André Malraux escreveu extensamente sobre arte, indo bem além dos limites de sua nativa Europa. Sua convicção de que a vanguarda da América Latina estava no muralismo mexicano (José Orozco, Diego Rivera e David Alfaro Siqueiros) mudou depois de sua viagem a Buenos Aires em 1958. Depois de visitar os estúdios de vários artistas argentinos na companhia do jovem diretor do Museu de Arte Moderna de Buenos Aires Rafael Squirru, Malraux declarou que a nova vanguarda estava nos novos movimentos artísticos da Argentina. Squirru, um poeta-crítico que se tornou diretor cultural da Organização dos Estados Americanos em Washington, D.C. durante a década de 1960, foi o último a entrevistar Edward Hopper antes de sua morte, contribuindo para um reavivamento do interesse pela obra do artista estadunidense.
Na década de 1940, havia não apenas poucas galerias ("Galeria da Arte deste Século"), mas também poucos críticos que estavam dispostos a acompanhar a vanguarda de Nova Iorque. Havia, também, alguns poucos artistas com passado literário, entre eles Robert Motherwell e Barnett Newman, que também trabalhavam como críticos.
Embora Nova Iorque e o mundo não estivessem familiarizados com a vanguarda de Nova Iorque, no final da década de 1940, a maioria dos artistas que hoje são familiares ao público tinha seus bem estabelecidos críticos patronos. Clement Greenberg defendia Jackson Pollock e pintores de campo de cor como Clyfford Still, Mark Rothko, Barnett Newman, Adolph Gottlieb e Hans Hofmann. Harold Rosenberg parecia preferir pintores de ação como Willem de Kooning e Franz Kline. Thomas B. Hess, o editor-chefe da revista ARTnews, defendia Willem de Kooning.
Os novos críticos promoviam seus protegidos rotulando outros artistas como "seguidores" ou ignorando aqueles que não atendiam a seus interesses. Por exemplo, em 1958, Mark Tobey "se tornou o primeiro pintor estadunidense desde Whistler (1895) a ganhar prêmios de ponta na Bienal de Veneza. As duas principais revistas de arte de Nova Iorque não se interessaram. A revista Art mencionou o fato histórico apenas em uma coluna, e a revista Art News (cujo editor-chefe era Thomas B. Hess) o ignorou completamente. O jornal The New York Times e a revista Life publicaram artigos impressos".
Barnett Newman, um membro tardio do Uptown Group, escreveu prefácios de catálogos e críticas e, no final da década de 1940, teve seus trabalhos exibidos na galeria Betty Parsons. Sua primeira exposição individual ocorreu em 1948. Logo depois, ele observou, em uma sessão de artistas no Estúdio 35: "estamos no processo de construir o mundo, de certa forma, à nossa imagem". Utilizando sua habilidade de escritor, Newman promoveu sua nova imagem de artista e seus trabalhos. Um exemplo é sua carta para Sidney Janis em 9 de abril de 1955:

É verdade que Rothko fala como lutador. Ele luta, no entanto, para se submeter ao mundo filisteu. Minha luta contra a sociedade burguesa inclui rejeitá-la completamente.
A pessoa que mais promovia esse estilo, porém, era um trotskista de Nova Iorque, Clement Greenberg. Como crítico de arte de longa data das revistas Partisan Review e The Nation, ele se tornou um proponente pioneiro e literato do expressionismo abstrato. O abastado artista Robert Motherwell se juntou a Greenberg na promoção de um estilo que combinava com o clima político e rebeldia intelectual da época.
Clement Greenberg proclamou o expressionismo abstrato e Jackson Pollock em particular como a essência do valor estético. Greenberg apoiou o trabalho de Pollock no campo formal como a melhor pintura da época e a culminação da tradição artística do cubismo, Cézanne e Monet, na qual a pintura se tornava cada vez mais "pura" e se concentrava no que era "essencial": fazer marcas numa superfície plana.
O trabalho de Jackson Pollock sempre polarizou críticos. Harold Rosenberg falou da transformação da pintura em um drama existencial nos trabalhos de Pollock, pois "o que acontecia nas telas não era uma cena mas um evento". "O grande momento veio quando foi decidido pintar 'apenas para pintar'. O gesto nas telas foi um gesto de liberação do valor político, estético e moral".
Um dos maiores críticos do expressionismo abstrato na época foi o crítico de arte do jornal The New York Times John Canaday. Meyer Schapiro e Leo Steinberg também foram importantes historiadores de arte do pós-guerra que apoiaram o expressionismo abstrato. Do início até meados da década de 1960, os jovens críticos de arte Michael Fried, Rosalind E. Krauss e Robert Hughes adicionaram importantes observações à dialética crítica que continua a se formar em torno do expressionismo abstrato.

### Crítica feminista de arte
A crítica feminista de arte surgiu na década de 1970 a partir do feminismo como uma análise crítica tanto da representação da mulher na arte quanto da arte produzida por mulheres. Continua a ser um importante campo da crítica de arte.

## Atualmente
Atualmente, os críticos de arte atuam na mídia impressa, tevê, rádio, internet e museus. Os críticos de arte têm sua própria organização, a Associação Internacional de Críticos de Arte, que é afiliada à Organização das Nações Unidas para a Educação, a Ciência e a Cultura. A associação possui 76 seções nacionais e uma seção não alinhada politicamente para refugiados e exilados.

### Blogues de arte
Desde o início do século XXI, surgiram sites e blogues de crítica de arte. Muitos desses escritores usam as mídias sociais, como Facebook, Twitter, Tumblr e Google+.

## Crítica literária
A crítica literária é o estudo, avaliação e interpretação da literatura. A moderna crítica literária é, frequentemente, influenciada pela teoria da literatura, que é a discussão filosófica dos objetivos e métodos da literatura. Embora as duas atividades estejam estreitamente relacionadas, os críticos literários não são necessariamente teóricos da literatura. Existe uma controvérsia sobre a crítica e a teoria da literatura serem ou não campos separados. Por exemplo, o Guia Johns Hopkins de Teoria e Crítica Literária não apresenta distinção entre teoria e crítica da literatura, e quase sempre usa os dois termos juntos, se referindo ao mesmo conceito. Alguns críticos consideram que a crítica literária é uma aplicação prática da teoria da literatura, porque ela trata de obras literárias particulares, enquanto a teoria pode ser mais geral ou abstrata.
A crítica literária é, frequentemente, publicada em forma de livro ou ensaio. Críticos literários acadêmicos ensinam em departamentos de literatura e publicam em jornais acadêmicos, e críticos mais populares publicam suas críticas em jornais de ampla circulação.

### História

#### Crítica clássica e medieval
Acredita-se que a crítica literária surgiu junto com a literatura. No século IV a.C., Aristóteles escreveu Poética, uma tipologia e descrição de formas literárias com muitas críticas de obras de arte contemporâneas. Poética desenvolveu, pela primeira vez, os conceitos de mimesis e catarse, que ainda são cruciais em estudos literários. Os ataques platônicos à poesia como imitativa, secundária e falsa também continuam a ser importantes. O Natya Shastra inclui a crítica literária na literatura da Índia antiga.
A crítica da Antiguidade tardia e da Idade Média focava frequentemente em textos religiosos, e a longa tradição religiosa da hermenêutica e exegese textual teve profunda influência no estudo de textos seculares. Este foi particularmente o caso das tradições literárias de três religiões abraâmicas: literatura judaica, literatura cristã e literatura islâmica.
A crítica literária também foi empregada em outras formas de literatura árabe medieval e poesia árabe do século IX, principalmente por al-Jāḥiẓ em suas obras al-Bayan wa-'l-tabyin e al-Hayawan, e por Abedalá ibne Almutaz em sua obra Kitab al-Badi.

#### Crítica renascentista
A crítica literária do renascimento desenvolveu ideias clássicas de unidade de forma e conteúdo num neoclassicismo literário. Ela surgiu em 1498, com a recuperação de textos clássicos, principalmente a tradução para o latim da Poética de Aristóteles por Giorgio Valla. O trabalho de Aristóteles, principalmente a Poética, foi a mais importante influência na crítica literária até o fim do século XVIII. Lodovico Castelvetro foi um dos mais influentes críticos renascentistas que escreveram trabalhos sobre a Poética.

#### Crítica do Século das Luzes
No século das luzes (séculos XVIII-XIX), a crítica literária se tornou mais popular. Neste período, a taxa de alfabetização começou a aumentar, e a leitura deixou de ser privilégio dos ricos ou dos eruditos. Com o crescimento do público letrado e a rapidez das impressoras, a crítica também se desenvolveu. A leitura deixou de ser vista somente como educacional ou como uma fonte sagrada para a religião; passou a ser também uma forma de entretenimento. A crítica literária foi influenciada pelos valores da época, resultando numa escrita clara, precisa e objetiva. Essas críticas foram publicadas em muitos jornais e revistas. Muitas obras de Jonathan Swift foram criticadas, incluindo "As viagens de Gulliver", que um crítico descreveu como "a detestável história dos Yahoos".

#### Crítica romântica do século XIX
O movimento romântico britânico do início do século XIX introduziu novas ideias estéticas nos estudos literários, incluindo a ideia de que o objeto da literatura não precisa ser, sempre, bonito, nobre, perfeito, mas que a literatura pode elevar um assunto comum à condição de sublime. O romantismo na Alemanha, que aconteceu logo após o desenvolvimento tardio do classicismo na Alemanha, enfatizou uma estética de fragmentação e o humor. O final do século XIX trouxe renome a autores mais conhecidos por sua crítica literária que por suas obras literárias, como Matthew Arnold.

#### A nova crítica
Não obstante a importância dos movimentos estéticos antecedentes, as ideias atuais sobre crítica literária derivam quase inteiramente da nova direção imprimida no início do século XX. Nessa época, o formalismo russo e, logo em seguida, a neocrítica dos Estados Unidos e da Grã-Bretanha, vieram a dominar o estudo e a discussão de literatura. Ambas as escolas enfatizavam a análise cuidadosa de pequenas passagens dos textos, desprezando temas como discussão generalista, especulação sobre a intencionalidade autoral, biografia e psicologia do autor, e estética da recepção. Essa ênfase na forma e na atenção precisa "às palavras em si" persistiu, mesmo após o declínio dessas escolas críticas.

#### Teoria
Em 1957, Northrop Frye publicou o influente Anatomia da Crítica. Em suas obras, Frye observou que alguns críticos tendem a abraçar uma ideologia, e a julgar peças literárias baseados na aderência a essas ideologias. Este tem sido um ponto de vista frequente entre pensadores conservadores modernos. E. Michael Jones, por exemplo, argumenta, em seu "Degenerados modernos", que Stanley Fish foi influenciado pelos seus adultérios ao rejeitar a literatura clássica que condenava o adultério. Jürgen Habermas, em "Conhecimento e interesse" (1968), descreveu a teoria crítica literária nos estudos literários como uma forma de hermenêutica: conhecimento via interpretação para compreender o significado dos textos humanos e expressões simbólicas, incluindo a interpretação de textos que interpretam outros textos.
No ambiente literário britânico e estadunidense, a neocrítica foi mais ou menos dominante até o final da década de 1960. Nessa época, os departamentos de literatura das universidades inglesas e estadunidenses começaram a testemunhar a ascensão de uma teoria literária mais explicitamente filosófica, influenciada pelo estruturalismo e, logo após, pelo pós-estruturalismo e outros tipos de filosofia continental. Isso continuou até meados da década de 1980, quando o interesse pela "teoria" atingiu seu pico. Posteriormente, muitos críticos, embora sem dúvida ainda influenciados pelo trabalho teórico, passaram a simplesmente interpretar literatura, ao invés de explicitamente falar sobre metodologia e presunções filosóficas.

#### História do livro
Relacionada a outras formas de crítica literária, a história do livro é um campo de investigação interdisciplinar sobre os métodos da bibliografia, história cultural, história da literatura e teoria da mídia. Preocupado principalmente com a produção, circulação e recepção de textos e suas formas materiais, a história do livro busca conectar formas de textualidade com seus aspectos materiais.
Entre os temas da história da literatura em que a história do livro pode atuar, estão: o desenvolvimento da autoria como profissão, a formação de leitores, as restrições da censura e dos direitos autorais, e a economia da forma literária.

#### Estado atual
Hoje, o interesse por teoria literária e filosofia continental coexiste, nos departamentos de literatura das universidades, com uma crítica literária mais conservadora que a neocrítica provavelmente aprovaria. Discordâncias quanto aos objetivos e métodos da crítica literária, que caracterizaram ambas as posições tomadas pelos críticos durante a "ascensão" da teoria, declinaram. Muitos críticos acham que, agora, eles têm uma maior pluralidade de métodos e abordagens para escolher.
O interesse dos críticos pelo cânone literário ocidental ainda é grande, mas muitos também se interessam por literatura feminina e de minorias. Alguns críticos influenciados por estudos culturais leem textos populares, como histórias em quadrinhos e pulp fiction. Ecocríticos descobriram conexões entre literatura e ciências naturais. Os estudos literários darwinianos estudam literatura no contexto de influências evolutivas sobre a natureza humana. A pós-crítica tem procurado desenvolver novas formas de ler e responder a textos literários que vão além dos métodos interpretativos da crítica. Muitos críticos literários também trabalham com crítica de cinema ou estudos de mídia. Alguns escrevem história intelectual; outros se utilizam dos resultados e métodos da história social.

### Valor da crítica acadêmica
O valor da análise literária já foi questionado por muitos artistas de renome. Vladimir Nabokov, uma vez, escreveu que bons leitores não leem livros, principalmente as obras-primas, "com o propósito acadêmico de ceder a generalizações". Terry Eagleton acredita que os críticos literários não são atualmente muito conhecidos, para seu desapontamento. Numa conferência em 1986 em Copenhaga de especialistas em James Joyce, Stephen James Joyce (o neto do escritor) disse:

Se meu avô estivesse aqui, ele morreria de tanto rir. Dublinenses e Retrato do Artista quando Jovem podem ser escolhidos, lidos e apreciados por virtualmente qualquer pessoa sem guias literários, teorias e explicações complexas, assim como pode Ulisses, se você esquecer toda a gritaria.
Posteriormente, ele questionou se algo foi adicionado ao legado da arte de Joyce pelos 261 livros de crítica literária guardados na Biblioteca do Congresso.

### Textos-chave

#### Períodos clássico e medieval
- Platão: "Íon", "A república", "Crátilo"
- Aristóteles: "Poética", "Retórica"
- Horácio: "Arte da poesia"
- Longinus: "Sobre o sublime"
- Plotino: "Sobre as belezas intelectuais"
- Agostinho de Hipona: "Sobre a doutrina cristã"
- Boécio: "Sobre a consolação da filosofia"
- Tomás de Aquino: "A natureza e domínio da doutrina sagrada"
- Dante: "O banquete", "Carta a Cangrande I della Scala"
- Boccaccio: "Vida de Dante", "Genealogia dos deuses gentis"
- Cristina de Pisano: "O livro da cidade das senhoras"
- Bharata Muni: Natya Shastra
- Rajashekhara: "Investigação sobre literatura"
- Valmiki: "A invenção da poesia" (a partir do Ramáiana)
- Anandavardhana: "Luz sobre sugestão"
- Cao Pi: "Um discurso sobre literatura"
- Lu Ji: Wen fu
- Liu Xie: "A mente literária e a escultura de dragões"
- Wang Changling: "Uma discussão sobre literatura e significado"
- Sikong Tu: "As 24 classes de poesia"

#### O período renascentista
- Lodovico Castelvetro: "A Poética de Aristóteles traduzida e explicada"
- Philip Sidney: "Uma apologia da poesia"
- Jacopo Mazzoni: "Sobre a defesa da Comédia de Dante"
- Torquato Tasso: "Discursos sobre o poema heroico"
- Francis Bacon: "O avanço da aprendizagem"
- Henry Reynolds: Mythomystes

#### O período das luzes
- Thomas Hobbes: Resposta ao prefácio de Davenant para "Gondibert"
- Pierre Corneille: '"Sobre as três unidades da ação, tempo e lugar"
- John Dryden: "Um ensaio sobre poesia dramática"
- Nicolas Boileau: "A arte da poesia"
- John Locke: "Um ensaio concernente à compreensão humana"
- John Dennis: "O avanço e a reforma da poesia moderna"
- Alexander Pope: "Um ensaio sobre crítica"
- Joseph Addison: "Sobre os prazeres da imaginação" (ensaios do Spectator)
- Giambattista Vico: "A ciência nova"
- Edmund Burke: "Uma investigação filosófica sobre as origens das nossas ideias do sublime e do belo"
- David Hume: "Sobre o padrão do gosto"
- Samuel Johnson: "Sobre ficção", "Rasselas", Prefácio a Shakespeare
- Edward Young: "Conjecturas sobre a composição original"
- Gotthold Ephraim Lessing: "Laocoonte"
- Joshua Reynolds: "Discursos sobre arte"
- Richard Sharp: "Cartas e ensaios em prosa e verso"
- James Usher: "Clio", ou "Um discurso sobre gosto"(1767)
- Denis Diderot: "O paradoxo de atuar"
- Immanuel Kant: "Crítica do Julgamento"
- Mary Wollstonecraft: "Uma Reivindicação pelos Direitos da Mulher"
- William Blake: "O casamento do céu ou inferno", "Carta para Thomas Butts", "Anotações aos discursos de Reynolds", "Um catálogo descritivo", "Uma visão do último julgamento", "Sobre a poesia de Homero"
- Friedrich Schiller: "Cartas sobre a educação estética do homem"
- Friedrich Schlegel: "Fragmentos críticos", "Fragmentos do ateneu", "Sobre incompreensibilidade"

#### O século XIX
- William Wordsworth: prefácio à segunda edição de "Baladas Líricas"
- Germaine de Staël: "Literatura na sua relação com instituições sociais"
- Friedrich Wilhelm Joseph von Schelling: "Sobre a relação das artes plásticas com a natureza"
- Samuel Taylor Coleridge: "O julgamento de Shakespeare igual a seu gênio", "Sobre os princípios da crítica genial", "O manual do político", "Biografia literária"
- Wilhelm von Humboldt: "Obras selecionadas"
- John Keats: cartas para Benjamin Bailey, George & Thomas Keats, John Taylor, e Richard Woodhouse
- Arthur Schopenhauer: "O mundo como vontade e representação"
- Thomas Love Peacock: "As quatro idades da poesia"
- Percy Bysshe Shelley: "Uma defesa da poesia"
- Johann Wolfgang von Goethe: "Conversas com Eckermann", "Máxima No.279"
- Georg Wilhelm Friedrich Hegel: "A filosofia da arte fina"
- Giacomo Leopardi: Zibaldone (cadernos)
- Francesco De Sanctis: "Ensaios críticos; história da literatura italiana"
- Thomas Carlyle: "Símbolos"
- John Stuart Mill: "O que é poesia?"
- Ralph Waldo Emerson: "O poeta"
- Charles Augustin Sainte-Beuve: "O que é um clássico?"
- Edgar Allan Poe: "O princípio poético"
- Matthew Arnold: prefácio à edição de 1853 de "Poemas", "A função da crítica no tempo atual", "O estudo da poesia"
- Hippolyte Taine: "História da literatura e língua inglesas"
- Charles Baudelaire: "O salão de 1859"
- Karl Marx: "A Ideologia Alemã", "Contribuição para a Crítica da Economia Política"
- Søren Kierkegaard: "Duas eras: uma crítica literária", "O conceito de ironia"
- Friedrich Nietzsche: "O Nascimento da Tragédia no Espírito da Música", "Verdade e falsidade num sentido ultramoral"
- Walter Pater: "Estudos sobre a história da renascença"
- Émile Zola: "A novela experimental"
- Anatole France: "As aventuras da alma"
- Oscar Wilde: "A decadência da mentira"
- Stéphane Mallarmé: "A evolução da literatura", "O livro: um mistério espiritual", "Mistério na literatura"
- Liev Tolstói: "O que é arte?"

#### O século XX
- Benedetto Croce: "Estética"
- Antonio Gramsci: "Cadernos da prisão"
- Umberto Eco: "A estética de Tomás de Aquino", "A obra aberta"
- A. C. Bradley: "Poesia por causa da poesia"
- Sigmund Freud: "Escritores criativos e sonho acordado"
- Ferdinand de Saussure: "Curso de linguística geral"
- Claude Lévi-Strauss: "O estudo estrutural do mito"
- T. E. Hulme: "Romantismo e classicismo", "A teoria da arte de Bergson"
- Walter Benjamin: "Sobre a linguagem como tal e sobre a linguagem do homem"
- Viktor Shklovsky: "Arte como técnica"
- T. S. Eliot: "Tradição e o talento individual", "Hamlet e seus problemas"
- Irving Babbitt: "Melancolia romântica"
- Carl Jung: "Sobre a relação a psicologia analítica com a poesia"
- Leon Trótski: "A escola formalista de poesia e marxismo"
- Boris Eikhenbaum: "A teoria do método formal"
- Virginia Woolf: "Uma sala própria"
- I. A. Richards: '"Crítica prática"
- Mikhail Bakhtin: "Épico e novela: em direção à metodologia para o estudo da novela"
- Georges Bataille: "A noção de despesa"
- John Crowe Ransom: "Poesia: uma nota sobre ontologia", "Crítica como especulação pura"
- R. P. Blackmur: "O trabalho de um crítico"
- Jacques Lacan: "O estágio do espelho como formativo da função do eu, revelado na experiência psicanalítica"; "A Agência da Carta no Inconsciente ou na Razão Desde Freud"
- György Lukács: "O ideal do homem harmonioso na estética burguesa"; "Arte e verdade objetiva"
- Paul Valéry: "Poesia e pensamento abstrato"
- Kenneth Burke: "Literatura como equipamento para viver"
- Ernst Cassirer: "Arte"
- W. K. Wimsatt e Monroe Beardsley: "A falácia intencional", "A falácia afetiva"
- Cleanth Brooks: "A heresia da paráfrase"; "Ironia como princípio de estrutura"
- Jan Mukařovský: "Linguagem padrão e linguagem poética"
- Jean-Paul Sartre: "Por que escrever?"
- Simone de Beauvoir: '"O segundo sexo"
- Ronald Crane: "Em direção a uma crítica mais adequada da estrutura poética"
- Philip Wheelwright: "A fonte ardente"
- Theodor Adorno: "Crítica cultural e sociedade"; "Teoria estética"
- Roman Jakobson: "Os polos metafórico e metonímico"
- Northrop Frye: "Anatomia da crítica"; "O caminho crítico"
- Gaston Bachelard: "A poética do espaço"
- Ernst Gombrich: "Arte e ilusão"
- Martin Heidegger: "A natureza da linguagem"; "Linguagem no poema"; "Hölderlin e a essência da poesia"
- E. D. Hirsch, Jr.: "Interpretação objetiva"
- Noam Chomsky: "Aspectos da teoria da sintaxe"
- Jacques Derrida: "Estrutura, signo e brincadeira no discurso das ciências humanas"
- Roland Barthes: The Structuralist Activity; The Death of the Author
- Michel Foucault: Truth and Power; What Is an Author?; The Discourse on Language
- Hans Robert Jauss: Literary History as a Challenge to Literary Theory
- Georges Poulet: "Fenomenologia da leitura"
- Raymond Williams: "O campo e a cidade"
- Lionel Trilling: "A imaginação liberal"
- Julia Kristeva: "De uma identidade a outra"; "O tempo das mulheres"
- Paul de Man: "Semiologia e retórica"; "A retórica da temporalidade"
- Harold Bloom: "A Ansiedade da Influência"; "A Dialética da Tradição Poética"; "Poesia, Revisionismo, Repressão"
- Chinua Achebe: "Crítica colonialista"
- Stanley Fish: "Circunstâncias normais, linguagem literal, atos diretos de fala, o comum, o cotidiano, o óbvio, o que é preciso dizer e outros casos especiais"; "Existe um texto nesta classe?"
- Edward Said: "O mundo, o texto e o crítico", "Crítica secular"
- Elaine Showalter: "Em direção a uma poesia feminina"
- Sandra Gilbert e Susan Gubar: "Infecção na sentença"; "A Louca no Sótão"
- Murray Krieger: "Um sonho acordado: a alternativa simbólica para a alegoria"
- Gilles Deleuze e Félix Guattari: "Anti-Édipo"
- René Girard: "A crise do sacrifício"
- Hélène Cixous: "O riso da medusa"
- Jonathan Culler: "Além da interpretação"
- Geoffrey Hartman: "Comentário literário como literatura"
- Wolfgang Iser: "O repertório"
- Hayden White: "O texto histórico como artefato literário"
- Hans-Georg Gadamer: "Verdade e método"
- Paul Ricoeur: "O processo metafórico como cognição, imaginação e sentimento"
- Peter Szondi: "Sobre a compreensão textual"
- M. H. Abrams: "Como fazer coisas com textos"
- J. Hillis Miller: "O Crítico como Anfitrião"
- Clifford Geertz: "Gêneros desfocados: a refiguração do pensamento social"
- Filippo Tommaso Marinetti: "A fundação e manifesto do futurismo"
- Tristan Tzara: "Proclamação despretensiosa"
- André Breton: "O manifesto surrealista", "A declaração de 27 de janeiro de 1925"
- Mina Loy: "Manifesto feminista"
- Riichi Yokomitsu: "Sensação e a sensação nova"
- Oswald de Andrade: "Manifesto antropófago"
- André Breton, Leon Trótski e Diego Rivera: "Manifesto: em direção a uma arte revolucionária livre"
- Hu Shih: "Algumas propostas modestas para a reforma da literatura"
- Octavio Paz: "O arco e a lira"

## Crítica de teatro
A crítica de teatro é um gênero de crítica de arte: é a ação de escrever ou falar sobre artes cénicas, como uma peça teatral ou uma ópera.
A crítica de teatro é uma distinta da crítica de drama: a primeira é uma crítica da performance teatral, e a segunda é uma divisão da crítica literária. Dramas e peças, enquanto permanecem na forma escrita, são parte da literatura. Eles se tornam parte das artes cênicas assim que as palavras escritas do drama são transformadas em performance de palco.